# Municipio de Iosco (Dakota del Norte)
El municipio de Iosco (en inglés: Iosco Township) es un municipio ubicado en el condado de Stutsman en el estado estadounidense de Dakota del Norte. En el año 2010 tenía una población de 17 habitantes y una densidad poblacional de 0,18 personas por km².

## Geografía
El municipio de Iosco se encuentra ubicado en las coordenadas 47°2′39″N 99°17′14″O / 47.04417, -99.28722. Según la Oficina del Censo de los Estados Unidos, el municipio tiene una superficie total de 92.95 km², de la cual 87,02 km² corresponden a tierra firme y (6,39 %) 5,94 km² es agua.

## Demografía
Según el censo de 2010, había 17 personas residiendo en el municipio de Iosco. La densidad de población era de 0,18 hab./km². De los 17 habitantes, el municipio de Iosco estaba compuesto por el 100 % blancos. Del total de la población el 0 % eran hispanos o latinos de cualquier raza.